# Anastasija Huczok
Anastasija Huczok (biał. Анастасія Гучок; ros. Анастасия Анатольевна Гучок; ur. 17 stycznia 1992) – białoruska zapaśniczka startująca w stylu wolnym. Brązowa medalistka mistrzostw świata w 2014. Mistrzyni Europy w 2013. Piąta na igrzyskach europejskich w 2015. Brązowa medalistka igrzysk wojskowych w 2019. Wojskowa mistrzyni świata w 2018 i trzecia w 2017. Mistrzyni świata juniorów w 2012, a trzecia w 2011. Druga na ME juniorów w 2011, a trzecia w 2010 roku.